# Spoorlijn Ottbergen - Northeim
De spoorlijn Ottbergen - Northeim is een Duitse spoorlijn in Noordrijn-Westfalen, Nedersaksen en Hessen in het noordwesten van Duitsland en is als spoorlijn 2975 onder beheer van DB Netze.

## Geschiedenis
Het traject werd door de Königlich-Westfälische Eisenbahn-Gesellschaft geopend op 15 januari 1878.

## Treindiensten
De Deutsche Bahn en de NordWestBahn verzorgen het personenvervoer op dit traject met RB treinen.
| Serie | Treinsoort                   | Route                                                                                           | Bijzonderheden                                                                       |
| ----- | ---------------------------- | ----------------------------------------------------------------------------------------------- | ------------------------------------------------------------------------------------ |
| RB 81 | Regionalbahn (DB Regio Nord) | Nordhausen – Bad Lauterberg im Harz Barbis – Herzberg (Harz) – Northeim (Han) – Bodenfelde      | Eenmaal per twee uur; versterkingsritten tussen Bodenfelde en Northeim               |
| RB 85 | Regionalbahn (NordWestBahn)  | Ottbergen – Lauenförde-Beverungen – Bodenfelde – Offensen (Kr Northeim) – Adelebsen – Göttingen | Oberweser-Bahn eenmaal per twee uur in het weekend, gekoppeld in Ottbergen aan RB 84 |

## Aansluitingen
In de volgende plaatsen is of was er een aansluiting op de volgende spoorlijnen:
Höxter-Ottbergen
DB 2974, spoorlijn tussen Langeland en Holzminden
aansluiting Wildberg
DB 2976, spoorlijn tussen de aansluiting Wildberg en de aansluiting Steinberg
Wehrden
DB 2973, spoorlijn tussen Scherfede en Holzminden
Bodenfelde
DB 1801, spoorlijn tussen Göttingen en Bodenfelde
Uslar
DB 1802, spoorlijn tussen Uslar en Schönhagen
Northeim
DB 1732, spoorlijn tussen Hannover en Kassel
DB 1810, spoorlijn tussen Northeim en Nordhausen